# Dilworth
Dilworth è un comune degli Stati Uniti d'America, situato nello Stato del Minnesota, nella contea di Clay.